# Bella et les Bulldogs
Bella et les Bulldogs (Bella and the Bulldogs) est une série télévisée américaine en quarante épisodes de 22 minutes créée par Jonathan Butler et Gabriel Garza, et diffusée entre le 17 janvier 2015 et le 25 juin 2016 sur Nickelodeon et depuis le 18 mars 2015 sur YTV au Canada.
En France, la série est diffusée depuis le 4 mai 2015 sur Nickelodeon Teen[réf. souhaitée] et en Belgique, sur Nickelodeon[réf. souhaitée], et au Québec depuis le 7 janvier 2016 sur VRAK.

## Synopsis
Pom pom girl pour l'équipe des Bulldogs, Bella Dawson a toujours rêvé d'être quarterback. Quand l'occasion se présente miraculeusement, il va être difficile pour elle de s'imposer dans une équipe de garçons. Bella va devoir faire des compromis entre le football américain et ses meilleures amies pom pom girls. Arrivera-t-elle à s'intégrer au sein de l'équipe ?

## Distribution

### Principaux
- Brec Bassinger (VFB : Mélanie Dermont) : Bella Dawson
- Coy Stewart (en) (VFB : Alexis Flamant) : Troy Dixon
- Jackie Radinsky (de) (VFB : Antoni Lo Presti) : Sawyer Huggins
- Buddy Handleson (VFB : Thibaut Delmotte) : Newt Van Der Rohe
- Haley Tju (VFB : Marie Du Bled) : Pepper Silverstein
- Lilimar (VF : Laura Masci) : Sophie De La Rosa
- Rio Mangini (VFB : Gauthier de Fauconval) : Ace McFumbles

### Récurrents
- Dorien Wilson (en) (VFB : Martin Spinhayer) : le coach Russell
- Annie Tedesco : Carrie Dawson
- Nick Alvarez : Luis DelaRosa
- Matt Cornett : Zach Barnes

Version française dirigée par Marie Van R au studio Lylo Media Group (Belgique), d'après une adaptation des dialogues de Jennifer Dufrene et Julie Berlin-Sémon. Informations prélevées des cartons du doublage français.

## Production
En mars 2014, Nickelodeon a commandé douze épisodes (le casting ayant déjà été complété). Vingt épisodes de 22 minutes ont été produits.
Le 4 mars 2015, la série a été renouvelée pour une deuxième saison.

## Épisodes
| Saison | Saison | Épisodes | États-Unis        | États-Unis   | France       | France           |
| Saison | Saison | Épisodes | Début             | Fin          | Début        | Fin              |
| ------ | ------ | -------- | ----------------- | ------------ | ------------ | ---------------- |
|        | 1      | 20       | 17 janvier 2015   | 30 mai 2015  | 4 mai 2015   | 18 décembre 2015 |
|        | 2      | 20       | 30 septembre 2015 | 25 juin 2016 | 21 mars 2016 | 9 septembre 2016 |

### Saison 1 (2015)
| №  | #  | Titre Français            | Titre Original           | Diffusions française | Diffusions originale | Code prod. |
| -- | -- | ------------------------- | ------------------------ | -------------------- | -------------------- | ---------- |
| 1  | 1  | Un nouveau Quarterback    | Newbie QB                | 4 mai 2015           | 17 janvier 2015      | 101        |
| 2  | 2  | Un nouveau Quarterback    | Newbie QB                | 4 mai 2015           | 17 janvier 2015      | 102        |
| 3  | 3  | La fuite                  | That's Some Gossip, Girl | 5 mai 2015           | 24 janvier 2015      | 103        |
| 4  | 4  | Cinq jours de crasse      | Pretty in Stink          | 6 mai 2015           | 31 janvier 2015      | 106        |
| 5  | 5  | Le Festival Texan         | Tex Fest                 | 7 mai 2015           | 7 février 2015       | 109        |
| 6  | 6  | Receveur étoile           | Dancing in the End Zone  | 8 mai 2015           | 14 février 2015      | 104        |
| 7  | 7  | C'est Mon tri-tope-là !   | That's MY Tri-Five!      | 11 mai 2015          | 28 février 2015      | 105        |
| 8  | 8  | Une semaine d'enfer       | A Goodbye Week           | 12 mai 2015          | 7 mars 2015          | 108        |
| 9  | 9  | Deux amis, un receveur    | Bromantically Challenged | 13 mai 2015          | 14 mars 2015         | 107        |
| 10 | 10 | Tornade cauchemar         | Tornado Afraido          | 7 décembre 2015      | 21 mars 2015         | 110        |
| 11 | 11 | Mise à l'épreuve          | Incomplete Pass          | 14 mai 2015          | 23 mars 2015         | 111        |
| 12 | 12 | Quarterback remplaçant    | Backseat Quarterback     | 8 décembre 2015      | 4 avril 2015         | 112        |
| 13 | 13 | Rendez-vous avec l'ennemi | Traitor Dater            | 9 décembre 2015      | 11 avril 2015        | 113        |
| 14 | 14 | Le parrainage             | Bulldog Buddies          | 10 décembre 2015     | 18 avril 2015        | 114        |
| 15 | 15 | Le footballeur amoureux   | Player Hater             | 11 décembre 2015     | 25 avril 2015        | 115        |
| 16 | 16 | Tous avec Newt            | Root for Newt            | 16 décembre 2015     | 2 mai 2015           | 118        |
| 17 | 17 | Le blues des Bulldogs     | Bulldog Blues            | 15 décembre 2015     | 9 mai 2015           | 117        |
| 18 | 18 | La guerre des sports      | Kicking and Scheming     | 14 décembre 2015     | 16 mai 2015          | 116        |
| 19 | 19 | Cassé                     | Third Degree Ba-Burn     | 18 décembre 2015     | 23 mai 2015          | 120        |
| 20 | 20 | Interdit aux filles       | No Girls Allowed         | 17 décembre 2015     | 30 mai 2015          | 119        |

### Saison 2 (2015-2016)
Elle est diffusée depuis le 30 septembre 2015, et en France depuis le 21 mars 2016, toujours sur Nickelodeon Teen.
| №  | #  | Titre Français                      | Titre Original             | Diffusions française | Diffusions originale | Code prod. |
| -- | -- | ----------------------------------- | -------------------------- | -------------------- | -------------------- | ---------- |
| 21 | 1  | Le traître coéquipier adverse       | Wide Deceiver              | 21 mars 2016         | 30 septembre 2015    | 201        |
| 22 | 2  | Soirée entre filles                 | Girl's Night               | 23 mars 2016         | 7 octobre 2015       | 203        |
| 23 | 3  | Faute individuelle                  | Personal Foul              | 25 mars 2016         | 14 octobre 2015      | 205        |
| 24 | 4  | La Rally Week                       | Rally Week                 | 24 mars 2016         | 21 octobre 2015      | 204        |
| 25 | 5  | Cha Bouh Yah !                      | Sha-Boo! Ya                | 22 mars 2016         | 28 octobre 2015      | 202        |
| 26 | 6  | Qui a tué le Tex Fest ?             | Who Killed Tex Fest?       | 30 mars 2016         | 4 novembre 2015      | 208        |
| 27 | 7  | Par-dessus le marché                | Dudes & Chicks             | 29 mars 2016         | 11 novembre 2015     | 207        |
| 28 | 8  | Trop deux Cavaliers                 | Two Many Dates             | 31 mars 2016         | 18 novembre 2015     | 209        |
| 29 | 9  | Bella, la hors-la-loi               | The Outlaw Bella Dawson    | 1 septembre 2016     | 13 février 2016      | 214        |
| 30 | 10 | Parents et boulets                  | Parents & Pigskins         | 30 août 2016         | 19 mars 2016         | 212        |
| 31 | 11 | Paillettes et ballon                | Glitz & Grit               | 1 avril 2016         | 26 mars 2016         | 210        |
| 32 | 12 | Pas de place pour les remplaçants   | Accept No Substitutes      | 31 août 2016         | 2 avril 2016         | 213        |
| 33 | 13 | Je t'aime, Hunter Hayes             | I Love You, Hunter Hayes!  | 28 mars 2016         | 9 avril 2016         | 206        |
| 34 | 14 | Rencard à trois                     | Party of Three             | 2 septembre 2016     | 16 avril 2016        | 215        |
| 35 | 15 | Travaux d'intérêt général           | Bad Grandma                | 19 août 2016         | 23 avril 2016        | 211        |
| 36 | 16 | Bella sous les feux des projecteurs | Bella in the Spotlight     | 5 septembre 2016     | 30 avril 2016        | 216        |
| 37 | 17 | Un record qui a du chien            | Doggone Record Breaker     | 6 septembre 2016     | 7 mai 2016           | 217        |
| 38 | 18 | La fête d'avant match               | Tailgating                 | 9 septembre 2016     | 4 juin 2016          | 220        |
| 39 | 19 | Hé Bébé, c'est les Playoffs         | Oh Baby, It's the Playoffs | 7 septembre 2016     | 11 juin 2016         | 218        |
| 40 | 20 | Le plus gros match du monde         | Biggest. Game. Ever.       | 8 septembre 2016     | 25 juin 2016         | 219        |

## Récompenses
- Kids' Choice Awards Mexique 2016 : Meilleur programme international
- Kids' Choice Awards Colombie 2016 : Meilleur programme international